# Carl Heller (Politiker, 1872)
Carl Heller (geboren 9. September 1872 in Teplitz-Schönau, Österreich-Ungarn; gestorben 7. April 1944 in Stockholm) war ein Politiker der deutschen Minderheit (DSAP) in der Tschechoslowakei.

## Leben
Heller besuchte das Gymnasium in Leitmeritz und Prag und studierte Rechtswissenschaften an der Universität Prag und der Universität Berlin. 1897 wurde er zum Dr. jur. promoviert. Ab 1903 war er Rechtsanwalt in Teplitz-Schönau.
Bereits als Student wurde er Mitglied der Sozialdemokratischen Arbeiterpartei. Mit der Abtrennung des Sudetenlandes und der Gründung der DSAP 1919 war er Mitglied dieser und war Rechtsberater und 1919 bis 1938 Vorstandsmitglied. In der ersten bis dritten Wahlperiode (1920 bis 1935) war er Mitglied im Senat und dort Klubobmann der Sozialdemokraten. 1929 bis 1939 war er Vizepräsident des Senates. Als Anhänger Czechs trat er nach der Wahl von Jaksch 1938 als Parteivorsitzender von allen Parteiämtern zurück.
Nach dem Abschluss des Münchener Abkommens flüchtete er zunächst nach Prag und war dort Mitglied des DSAP-Emigrationsbüros. Sein Bemühen um ein Visum nach Dänemark war erst am Tag der deutschen Besetzung Prags am 15. März 1939 erfolgreich. Mit dem letzten möglichen Transport verließ er Prag und erreichte am 18. März 1939 Kopenhagen. Seine Frau und ihre Schwester mussten in Prag zurückbleiben, konnten aber am 4. November 1939 ebenfalls nach Kopenhagen reisen. Nach der deutschen Invasion in Dänemark ermöglichten schwedische Sozialdemokraten ihm und seiner Frau am 30. Oktober 1940 die Ausreise nach Schweden. Dort lebte er von der Unterstützung der schwedischen Flüchtlingshilfe bis zu seinem Tod.